# 阿佳组合
阿佳组合（藏语拼音：Acha Tsendep）简称阿佳（ཨ་ཅག་，意义：姑娘、姐妹），原称高原红、高原红组合是由来自中国藏族的三个女性组成的歌唱组合。三位成员分别为：泽旺娜姆、尕让卓玛和央金卓嘎。泽旺娜姆来自四川省甘孜州，尕让卓玛和央金卓嘎来自四川省阿坝州，三人分别代表康巴、安多和嘉绒。她们曾多次参加西藏电视台、中国中央电视台的春节联欢晚会节目。主唱藏语和普通话的歌曲，另有与蒙古歌手合唱的蒙古语歌曲。一些歌曲有饶舌成分。

## 专辑
- 《阿妈啦》
- 《美丽依旧》
- 《遇见你》
- 《月光上行走》
- 《吉米·阿佳》
- 《阿佳吉祥恋》